# NGC 3305
NGC 3305 је елиптична галаксија у сазвежђу Хидра која се налази на NGC листи објеката дубоког неба.
Деклинација објекта је - 27° 9' 44" а ректасцензија 10h 36m 11,7s. Привидна величина (магнитуда) објекта NGC 3305 износи 12,8 а фотографска магнитуда 13,8. Налази се на удаљености од 55,215 милиона парсека од Сунца. NGC 3305 је још познат и под ознакама ESO 501-30, MCG -4-25-31, PGC 31421.